# 앵글로색슨법
앵글로색슨법(Anglo-Saxon Law)은 앵글로색슨 잉글랜드에서 앵글족과 색슨족이 형성한 7왕국, 그 중에서도 특히 켄트 및 웨식스 두 왕국에서 제정한 법이다. 속인주의 입장을 취하며 라틴어로 된 대륙의 살리카법과 달리 앵글로색슨어로 기록되어 있다. 켄트 국왕 에셀버트는 잉글랜드 최초의 입법자이며, 그가 편찬한 법전은 앵글로색슨 잉글랜드에서 현존하는 가장 오래된 문헌이다(6세기). 7세기 말에는 이네 법전이 편찬되었으며, 앨프레드 대왕은 웨식스 국왕의 자격으로 126장으로 된 법전을 제정하였다.

## 같이 보기
- 게르만법
- 살리카법